# Maurice Nadeau
Maurice Nadeau, noto anche con lo pseudonimo di Joë Christmas (Parigi, 21 maggio 1911 – Parigi, 16 giugno 2013), è stato uno scrittore, saggista e insegnante francese.
Il suo libro più famoso è l'Histoire du surréalisme (La storia del surrealismo), pubblicato nel 1945 e tradotto in molte lingue. Tra le molte attività, ha diretto dal 1966 la rivista «La Quinzaine littéraire».

## Biografia
Orfano di guerra, Maurice Nadeau entra all'École normale supérieure di Saint-Cloud per studiare lettere e scienze umane. Qui scopre la politica. Nel 1930, a 19 anni, aderisce al Partito Comunista Francese, nel quale milita con Georges Cogniot. Ne è tuttavia escluso nel 1932. Legge allora Lenin e Trotski, lettura che lo spinge a raggiungere la Lega Comunista di Pierre Naville. Nel corso di questi anni frequenta Louis Aragon, André Gide, André Breton, Jacques Prévert, Benjamin Péret.
Nominato professore di lettere, nel 1936, insegnerà fino al 1945, brevemente a Prades, ma preferirà ben presto diventare istitutore a Thiais, per avvicinarsi a Parigi. È in questo periodo che collabora con André Breton alla rivista Clé, che protesta contro l'internamento in Francia dei repubblicani spagnoli, all'avvicinarsi della guerra.
Dopo un breve episodio di mobilitazione, riprende l'insegnamento sotto l'occupazione nazista e si introduce nelle attività politiche clandestine. La sua rete di Resistenza (che comprendeva un soldato tedesco, in seguito fucilato) verrà smantellata nel corso di una retata: David Rousset e parecchi altri suoi membri saranno deportati. La moglie di David Rousset aiuta allora Nadeau a sfuggire alla deportazione. Questa prima parte della sua vita lo conduce nel 1945 a pubblicare una Histoire du surréalisme, che in passato era un lavoro di riferimento sull'argomento, benché André Breton non l'abbia trovata esattamente di suo gusto.
Dopo la Liberazione entra come critico, grazie a Pascal Pia che ne è redattore capo, nel giornale proveniente dalla Resistenza Combat, diretto da Albert Camus. È responsabile della pagina letteraria per sette anni e fa conoscere autori, come Georges Bataille, Jean Genet, René Char, Henri Michaux, Claude Simon, Henry Miller e inizia l'edizione delle opere del Marchese de Sade. Stupisce, prendendo le difese di Louis-Ferdinand Céline.
Comincia allora un lungo periodo editoriale, in diverse case editrici e giornali; è direttore della collezione Le Chemin de la Vie alle Éditions Corréa dal 1949 al 1954, critico al Mercure de France, dal 1949 al 1953, ancora critico a Le Nouvel Observateur (1952-1959), poi a L'Express di Françoise Giroud (1959-1964), direttore di collezione alle Éditions Julliard (1953-1964). Dirige inoltre una rivista letteraria, Les Lettres nouvelles, (1953-1976), in cui pubblica Edmond Jabès, Yves Bonnefoy, Salah Stétié. Frequenta Jean-Paul Sartre, con cui, durante la guerra d'Algeria, firma e diffonde il Manifesto dei 121 (1960). Lavora in seguito alle Éditions Denoël (1965-1977) poi alle Éditions Robert Laffont.
Il 15 marzo 1966 pubblica con François Erval, il primo numero della rivista bimensile La Quinzaine littéraire. La dirige dal 1970 e, si assicura la stretta collaborazione di Anne Sarraute.. La pubblicazione attraversa periodicamente difficoltà finanziarie. Nel 1976 viene organizzata una vendita all'asta per salvarla, con la partecipazione di personalità come Pierre Soulages, Samuel Beckett, Henri Michaux o Nathalie Sarraute.
Les Lettres nouvelles diviene il nome della casa editrice sua propria, che fonda nel 1977 e che continua a dirigere fino alla morte. nel 1984, divengono le Éditions Maurice Nadeau. Vi pubblica il primo romanzo di Michel Houellebecq, Extension du domaine de la lutte, le opere del futuro Premio Nobel J. M. Coetzee, e giovani autori come Soazig Aaron, Ling Xi o Yann Garvoz.
Il 16 maggio 2013, Maurice Nadeau ha firmato un testo intitolato Vous ne laisserez pas mourir la Quinzaine. Egli fa appello alla creazione di una società di partecipazione, comprendente due collegi (uno che raggruppi i lettori e gli amici della Quinzane letteraria, l'altro i collaboratori) al fine che ognuno - sostenitore o scrittore operante - possa divenire azzionista del «suo» giornale. È morto un mese dopo.
Nel 2014, suo figlio Gilles Nadeau ha ripreso le edizioni Les Lettres Nouvelles-Maurice Nadeau e prosegue l'opera editoriale in una libreria che porta il nome di suo padre, ai numeri 3/5 di rue Malebranche, Parigi, nella stessa via in cui Nadeau ha vissuto più di sessant'anni.

## Lavoro editoriale
A lui si deve l'edizione - e talvolta la scoperta - in Francia di numerosi autori, tra cui:

## Opere
- Barbara Rogers (con lo pseudonimo Joë Christmas), Collection Minuit, les Éditions Georges Ventillard, 1941.
- Histoire du surréalisme, Parigi, Editions du Seuil, 1945.
- Marchese de Sade: Œuvres, preceduto da Exploration de Sade, La Jeune Parque, 1947.[10]
- Documents surréalistes, Le Seuil, 1948.[11]
- Littèrature présente, Parigi, Corréa, 1953.
- Claude Viseux, Éditions Cimaise, 1956
- Michel Leiris et la quadrature du cercle, Parigi, Julliard, 1963.
- Le roman français depuis la guerre, Parigi, Gallimard, 1963.
- Gustave Flaubert: Œuvres complètes e Correspondance, 18 volumi, Rencontre, 1965-1983.
- con Robert Kanters: Anthologie de la poésie française, 12 volumi, Rencontre (Lausanne), 1966-1967.
- con Serge Quadruppani: Un coupable idéal, Roger Knobelspiess, Maurice Nadeau, 1985.
- Albums de la Pléiade: André Gide, bibliothèque de la Pléiade, Gallimard, 1985.
- Grâces leur soient rendues, Albin Michel, 1990 e 2011.
- Une vie en littérature. Conversations avec Jacques Sojcher, Complexe, 2002.
- Sade, l'insurrection permanente, Maurice Nadeau, 2002.
- Serviteur! Souvenirs littéraires, Albin Michel, 2002.
- Journal en public, Maurice Nadeau / La Quinzaine littéraire, 2006.
- Ferdinando Scianna, Actes-Sud, 2008.
- Le Chemin de la vie, intervista con Laure Adler, con la collaborazione di Tiphaine Samoyault e di Ling Xi, seguita da quattro testi critici su Henri Calet, Baudelaire, Balzac e Malcolm Lowry, Éditions Verdier in associazione con France Culture, 2011

### Traduzioni in lingua italiana
- La storia del surrealismo, Roma, Macchia, 1948.
- Antologia del surrealismo, Traduzione di Paolo Buzzi, Roma, Macchia, 1948.
- Il romanzo francese del dopoguerra, Traduzione di Fabrizia Caracciolo e Sandro De Leo, Milano, Schwarz, 1961.
- Storia e antologia del surrealismo, Traduzione di Marcello Militello, Milano, A. Mondadori, 1972.

## Premi e onorificenze
- 1982 - Prix Mac Orlan
- 1988 - Grand Prix national des lettres[12]
- Commendatore dell'Ordre des Arts et des Lettres[13]